# Liste der Bodendenkmäler in Reichertshofen
Auf dieser Seite sind die Bodendenkmäler in dem oberbayerischen Markt Reichertshofen zusammengestellt. Diese Tabelle ist eine Teilliste der Liste der Bodendenkmäler in Bayern. Grundlage ist die Bayerische Denkmalliste, die auf Basis des Bayerischen Denkmalschutzgesetzes vom 1. Oktober 1973 erstmals erstellt wurde und seither durch das Bayerische Landesamt für Denkmalpflege geführt wird. Die folgenden Angaben ersetzen nicht die rechtsverbindliche Auskunft der Denkmalschutzbehörde.

## Bodendenkmäler der Gemeinde

### Bodendenkmäler in der Gemarkung Feilenforst
| Lage                   | Objekt                                                 | Akten-Nr.     | Bild |
| ---------------------- | ------------------------------------------------------ | ------------- | ---- |
| Feilenforst (Standort) | Grabhügel der Hallstattzeit. Siehe auch: Hallstattzeit | D-1-7335-0037 |      |
| Feilenforst (Standort) | Grabhügel vorgeschichtlicher Zeitstellung.             | D-1-7335-0104 |      |

### Bodendenkmäler in der Gemarkung Gotteshofen
| Lage                   | Objekt | Akten-Nr.     | Bild           |
| ---------------------- | --- | ------------- | -------------- |
| Gotteshofen (Standort) | Mittelalterliche und frühneuzeitliche Befunde im Bereich der Katholischen Filialkirche St. Jakobus in Starkertshofen. Siehe auch: Starkertshofen | D-1-7334-0143 | weitere Bilder |
| Gotteshofen (Standort) | Verebnete Grabhügel vorgeschichtlicher Zeitstellung. Siehe auch: Hügelgrab                                                                       | D-1-7334-0145 |                |
| Gotteshofen (Standort) | Burgstall des Mittelalters. Siehe auch: Burgstall Starkertshofen                                                                                 | D-1-7334-0171 |                |
| Gotteshofen (Standort) | Siedlung vorgeschichtlicher Zeitstellung. | D-1-7334-0172 |                |

### Bodendenkmäler in der Gemarkung Hög
| Lage                          | Objekt | Akten-Nr.     | Bild                                          |
| ----------------------------- | --- | ------------- | --------------------------------------------- |
| Hög (Standort)                | Eisenverhüttungsplatz vor- und frühgeschichtlicher Zeitstellung.                                                           | D-1-7335-0036 |                                               |
| Hög Forststraße 28 (Standort) | Mittelalterliche und frühneuzeitliche Befunde im Bereich der Katholischen Pfarrkirche St. Nikolaus in Hög. Siehe auch: Hög | D-1-7335-0039 | Mittelalterliche und frühneuzeitliche Befunde |
| Hög (Standort)                | Verhüttungsplätze vor- und frühgeschichtlicher Zeitstellung.                                                               | D-1-7335-0105 |                                               |
| Hög (Standort)                | Verhüttungsplätze vor- und frühgeschichtlicher Zeitstellung.                                                               | D-1-7335-0106 |                                               |
| Hög (Standort)                | Verhüttungsplätze vor- und frühgeschichtlicher Zeitstellung.                                                               | D-1-7335-0107 |                                               |

### Bodendenkmäler in der Gemarkung Langenbruck
| Lage                                           | Objekt | Akten-Nr.     | Bild                                          |
| ---------------------------------------------- | --- | ------------- | --------------------------------------------- |
| Langenbruck (Standort)                         | Mittelalterliche und frühneuzeitliche Befunde im Bereich der Katholischen Wallfahrtskirche St. Kastulus in Sankt Kastl. Siehe auch: Sankt Kastl              | D-1-7335-0042 | weitere Bilder                                |
| Langenbruck Pfarrer-Höfler-Straße 4 (Standort) | Mittelalterliche und frühneuzeitliche Befunde im Bereich der Katholischen Pfarrkirche St. Katharina in Langenbruck. Siehe auch: Langenbruck (Reichertshofen) | D-1-7335-0046 | Mittelalterliche und frühneuzeitliche Befunde |
| Langenbruck (Standort)                         | Frühneuzeitliche Befunde im Bereich der Katholischen Wallfahrtskapelle in Sankt Kastl.                                                                       | D-1-7335-0108 | weitere Bilder                                |

### Bodendenkmäler in der Gemarkung Puch
| Lage            | Objekt                                              | Akten-Nr.     | Bild |
| --------------- | --------------------------------------------------- | ------------- | ---- |
| Puch (Standort) | Siedlung vor- und frühgeschichtlicher Zeitstellung. | D-1-7334-0006 |      |

### Bodendenkmäler in der Gemarkung Reichertshofen
| Lage                                    | Objekt | Akten-Nr.     | Bild                                          |
| --------------------------------------- | --- | ------------- | --------------------------------------------- |
| Reichertshofen (Standort)               | Freilandstation des Mesolithikums. Siehe auch: Freilandstation, Mesolithikum                                                                | D-1-7334-0089 |                                               |
| Reichertshofen (Standort)               | Freilandstation des Mesolithikums. | D-1-7334-0139 |                                               |
| Reichertshofen (Standort)               | Mittelalterliche und frühneuzeitliche Befunde im Bereich der befestigten Marktsiedlung von Reichertshofen. Siehe auch: Mittelalter, neuzeit | D-1-7334-0140 |                                               |
| Reichertshofen Marktstraße 7 (Standort) | Mittelalterliche und frühneuzeitliche Befunde im Bereich der Katholischen Pfarrkirche St. Margaretha in Reichertshofen.                     | D-1-7334-0173 | Mittelalterliche und frühneuzeitliche Befunde |
| Reichertshofen (Standort)               | Untertägige Teile der spätmittelalterlichen Marktbefestigung von Reichertshofen.                                                            | D-1-7334-0174 |                                               |
| Reichertshofen Schloßgasse 5 (Standort) | Mittelalterliche und frühneuzeitliche Befunde im Bereich des ehemaligen Schlosses von Reichertshofen.                                       | D-1-7334-0176 | Mittelalterliche und frühneuzeitliche Befunde |
| Reichertshofen (Standort)               | Mittelalterliche und frühneuzeitliche Befunde im Bereich der Stockmühle und des ehemaligen Hofmarkschlosses in Stockau bei Reichertshofen.  | D-1-7334-0178 |                                               |
| Reichertshofen (Standort)               | Freilandstation des Mesolithikums. | D-1-7334-0179 |                                               |
| Reichertshofen (Standort)               | Verhüttungsplätze vor- und frühgeschichtlicher Zeitstellung.                                                                                | D-1-7335-0048 |                                               |